# Закон Ламберта
Закон Ламберта — физический закон, согласно которому яркость {\displaystyle L} идеально рассеивающей свет (диффузной) поверхности одинакова во всех направлениях. 
Источники, подчиняющиеся закону Ламберта, называются ламбертовыми. Строго ламбертовым источником является абсолютно чёрное тело. Реальные тела рассеивают свет со значительными отступлениями от закона Ламберта (даже в видимой области спектра). Наиболее близки к закону Ламберта матовые шероховатые  поверхности гипса, окиси магния, сернокислого бария и др.; из мутных сред — некоторые типы облаков и молочных стекол; среди самосветящихся излучателей — порошкообразные люминофоры. Довольно близким к ламбертовому излучателю является Солнце.
Сильное отклонение от закона Ламберта наблюдается для полированных поверхностей, так как для них лучеиспускание при угле {\displaystyle \varphi } будет большим, чем в направлении, нормальном к поверхности.
Закон был сформулирован в 1760 году И. Ламбертом. В настоящее время рассматривается как закон идеального рассеяния света, удобный для теоретических исследований. Однако он находит применение и для приближённых фотометрических и светотехнических расчётов.
Также по закону Ламберта имеем, что светимость {\displaystyle M} и яркость {\displaystyle L} прямо пропорциональны:
{\displaystyle M=kL.}

Переходя к энергетическим величинам, можно установить, что согласно закону Ламберта количество лучистой энергии, излучаемое элементом поверхности {\displaystyle dS_{1}} в направлении элемента {\displaystyle dS_{2}}, пропорционально произведению количества энергии, излучаемой по нормали, {\displaystyle dQ_{n}} на величину пространственного угла {\displaystyle d\omega } и {\displaystyle \cos \varphi }, составленного направлением излучения с нормалью:
{\displaystyle d^{2}Q_{n}=dQ_{n}\cdot d\omega \cdot \cos \varphi .}
Имеется также простая зависимость между силой света, излучаемого плоской рассеивающей площадкой {\displaystyle dS} в каком-либо направлении, от угла {\displaystyle \varphi } между этим направлением и перпендикуляром к {\displaystyle dS}:
{\displaystyle I_{\varphi }=I_{0}\cos \varphi .}
Последнее выражение означает, что сила света плоской поверхности максимальна ({\displaystyle I_{0}}) по перпендикуляру к ней и, убывая с увеличением {\displaystyle \varphi }, становится равной нулю в касательных к поверхности направлениях.

## Источник
1. ↑  Ландсберг Г. С. Оптика.